# John Robertson (Politiker, 1816)

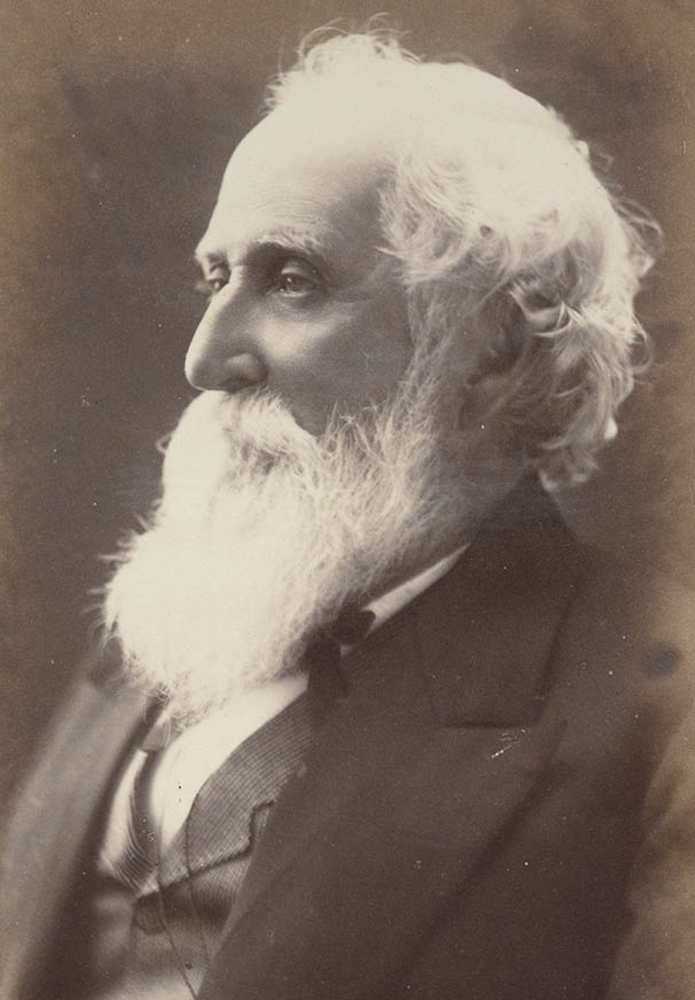
Sir John Robertson

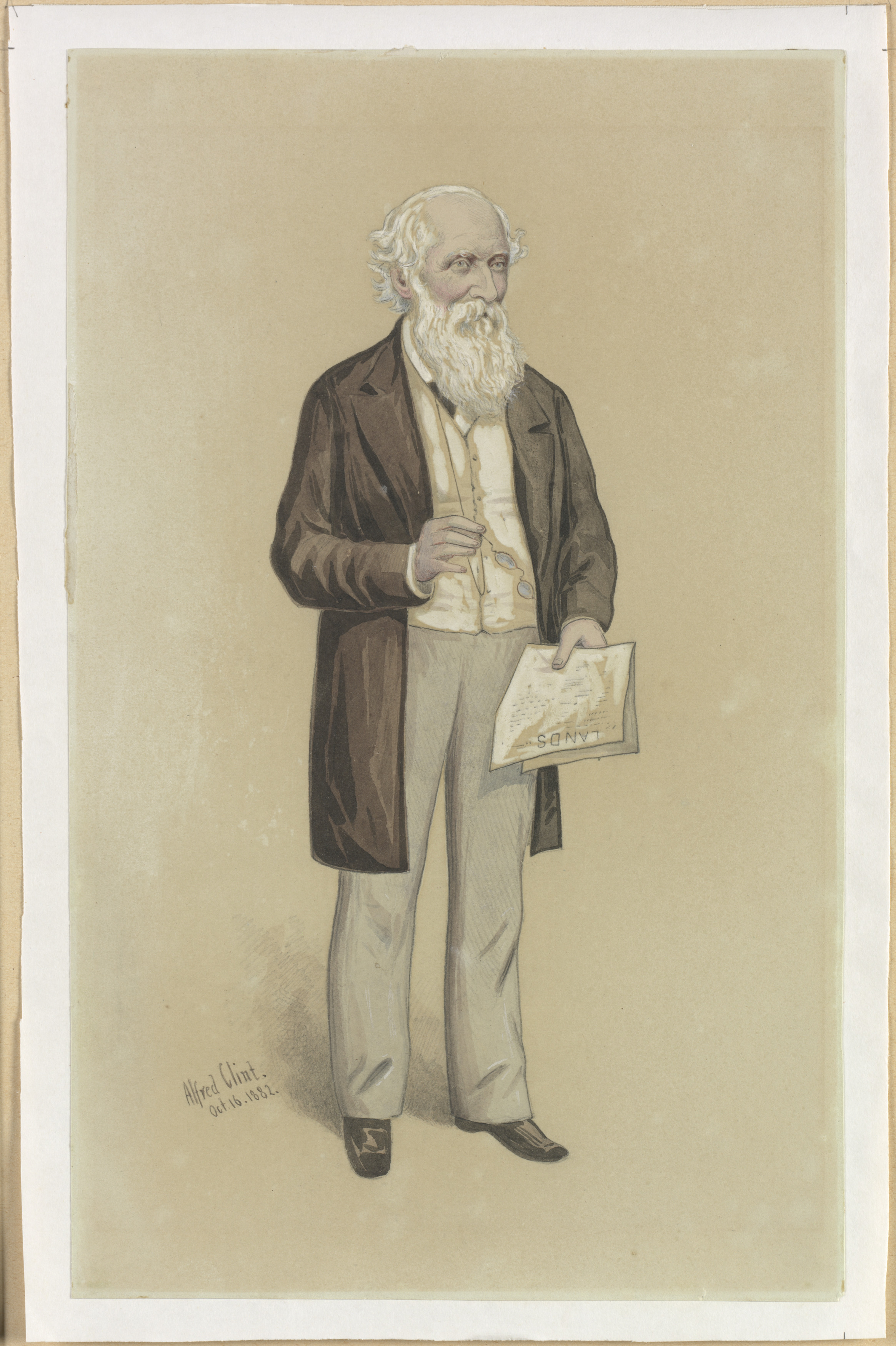
John Robertson (Zeichnung von Alfred Clint, 1882).

Sir John Robertson, KCMG (* 15. Oktober 1816 in Bow, London; † 8. Mai 1891 in Watsons Bay, Sydney, New South Wales) war ein australischer Politiker, der dem Parlament von New South Wales zwischen 1856 und 1886 mehr als 30 Jahre angehörte und fünf Mal Premier von New South Wales (1860 bis 1861, 1868 bis 1870, 1875 bis 1877, 1877 sowie 1885 bis 1886) war. 

## Leben

### Grundbesitzer und Mitglied des Parlaments von New South Wales
John Robertson, Sohn des Uhrmachers und späteren Pastoralisten James Robertson und dessen Ehefrau Anna Maria Ripley, siedelte mit seinen Eltern im Januar 1822 nach New South Wales, wo sein Vater als Freund von Gouverneur von New South Wales Thomas Brisbane eine Stelle als Superintendent für Uhren, Uhrmacher und Silberschmiede antrat und später Land am Hunter River erwarb. Nachdem er als einer der ersten Schüler die vom presbyterianischen Geistlichen Reverend John Dunmore Lang gegründete Grundschule sowie die Schulen von J. Gilchrist und William Timothy Cape besucht hatte, unternahm er 1833 eine Reise nach Europa, wo er England, Schottland und Frankreich und besuchte auf der Rückfahrt Südamerika. Nach seiner Rückkehr 1835 arbeitete er auf den Ländereien seines Vaters und danach als Stationsleiter im Nordwestdistrikt. Er besaß selbst zunächst eine Farm von 320 Acres am Hunter River und besetzte als sogenannter „Squatter“ ohne Rechtstitel auf unbebautem Land 1840 in Arrowmine 20.000 Acres. 1838 war er Anführter eines Protests der „Squatter“ gegen den Versuch von Gouverneur George Gipps, die Expansion über die Standortgrenzen im Nordwesten hinaus einzuschränken. Er unterstützte Ansprüche der „Squatter“ gegen die Vorschriften von Gipps von 1844, wies jedoch Ansprüche von Besetzern auf Sicherheit des Besitzes und andere Privilegien zurück. Sowohl in besiedelten als auch in unbesiedelten Distrikten identifizierte er sich mit der Landpolitik der freien Auswahl vor der Vermessung. 1843 musste er erstmals eine Bankrotterklärung abgeben und begann danach wieder als Pastoralist und Grundeigentümer, wenngleich er 1857 nur pastorale Pachtgrundstücke von 14.200 Acres in den Counties Durham und Brisbane bewirtschaftete oder an Kleinbauern verpachtete.
Am 11. Februar 1856 wurde Robertson für die Liberalen Mitglied im Parlament von New South Wales und vertrat in der Legislativversammlung (New South Wales Legislative Assembly) vom 11. April 1856 bis zum 11. April 1859 zunächst den Wahlkreis Phillip, Brisbane and Bligh sowie anschließend zwischen dem 24. Juni 1859 und dem 28. März 1861 den Wahlkreis Upper Hunter. Im Anschluss wurde er am 3. April 1861 zum Mitglied des Legislativrates (New South Wales Legislative Council) ernannt und gehörte der ersten Kammer des Parlaments bis zum 30. Dezember 1861 an. Nachdem er vom 7. Januar 1862 bis zum 10. November 1864 den Wahlkreis Shoalhaven vertrat, repräsentierte er zwischen dem 24. November 1864 und dem 4. Januar 1866 den Wahlkreis West Sydney sowie daraufhin vom 27. August 1866 und dem 15. November 1869 den Wahlkreis Clarence. Am 9. Dezember 1869 wurde er wiederum für den Wahlkreis West Sydney Mitglied der Legislativversammlung und vertrat diesen bis zum 12. Oktober 1877. Nachdem er zwischen dem 5. November 1877 und dem 22. Januar 1878 kurzzeitig den Wahlkreis East Macquarie vertrat, repräsentierte er vom 5. November 1877 bis zum 13. Dezember 1878 den Wahlkreis Mudgee in der Legislativversammlung. Anschließend war er zwischen dem 22. Januar 1879 und dem 31. Dezember 1881 erneut Mitglied des Legislativrates, ehe er schließlich vom 13. Januar 1882 bis zum 18. Juni 1886 abermals den Wahlkreis Mudgee in der New South Wales Legislative Assembly vertrat.
John Robertson gehörte damit dem Parlament von New South Wales vom 11. April 1856 bis zum 18. Juni 1886 mehr als dreißig Jahre lang an und war Ende der 1850er und zu Beginn der 1860er Jahre Führer der Radikalen im Parlament.

### Fünfmaliger Premier von New South Wales

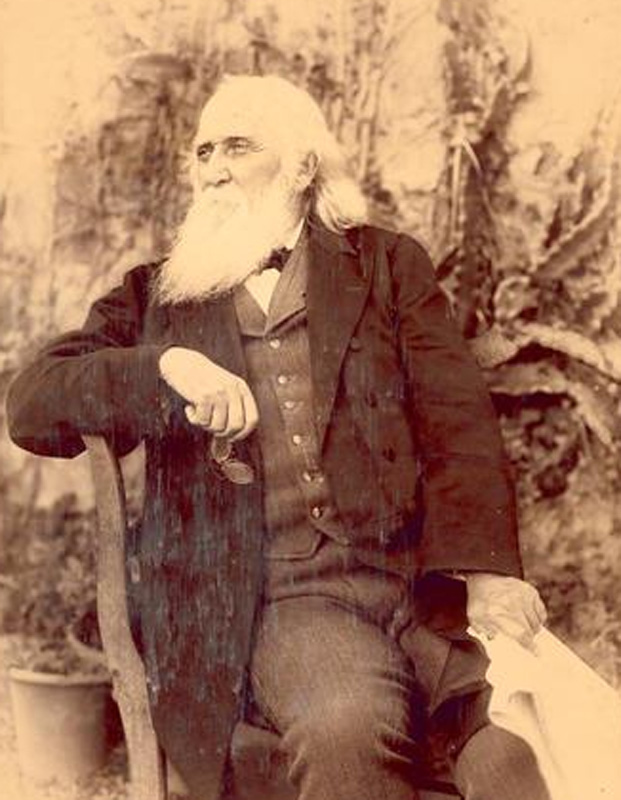
Sir John Robertson (um 1890).

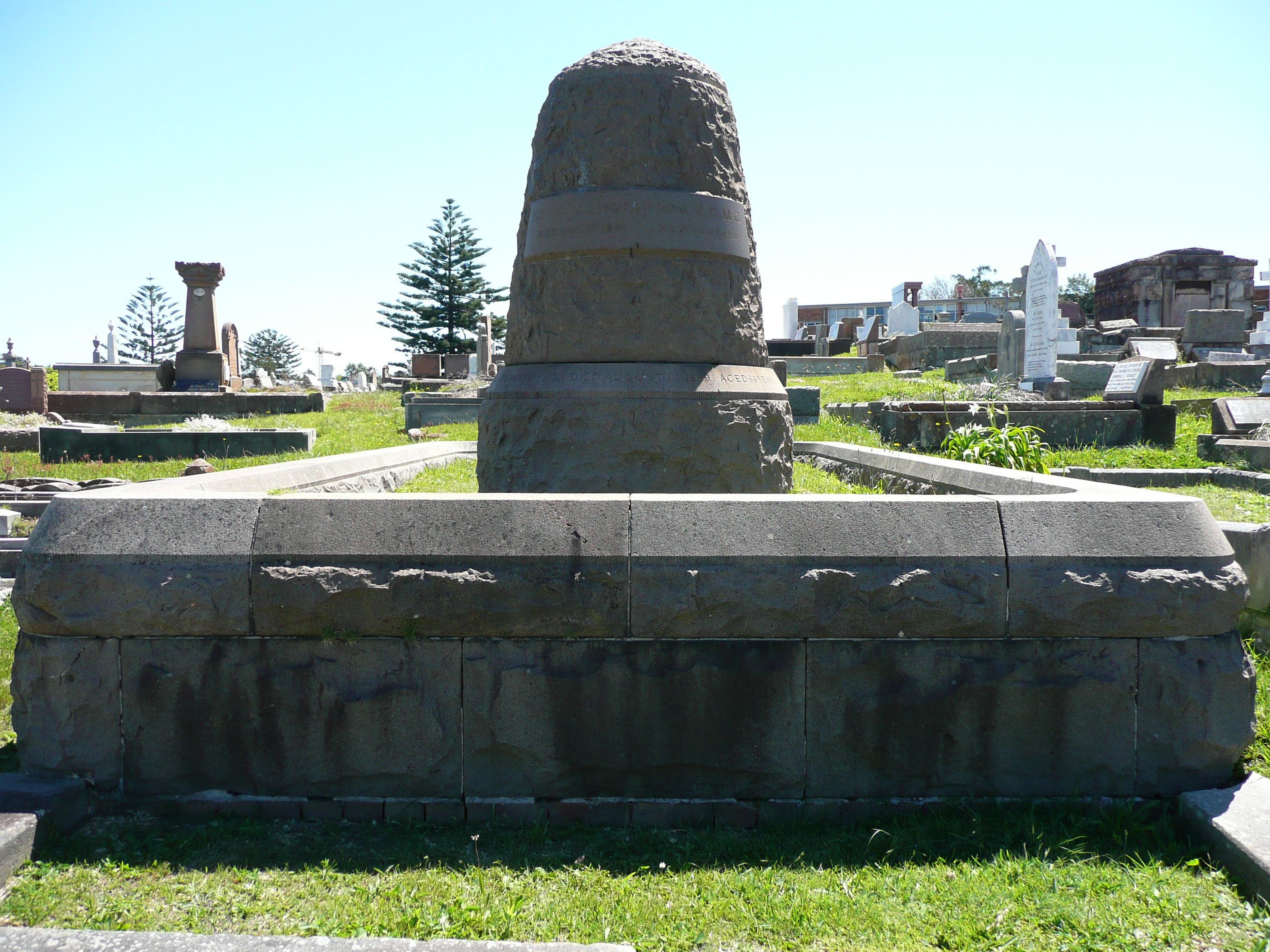
Grabstätte von Sir John Robertson auf dem South Head-Friedhof in Vaucluse in New South Wales (Entwurf von John Horbury Hunt).

Im zweiten Kabinett von Premier Charles Cowper übernahm John Robertson zwischen dem 13. Januar 1858 und dem 30. September 1859 zunächst das Amt als Sekretär für Ländereien und öffentliche Arbeiten (Secretary for Lands and Public Works) sowie daraufhin vom 1. bis 26. Oktober 1859 noch als Sekretär für Ländereien (Secretary for Lands). Am 9. März 1860 wurde er als Nachfolger von William Forster erstmals selbst Premier von New South Wales und bekleidete dieses Amt bis zum 9. Januar 1861, woraufhin Charles Cowper seine Nachfolge antrat. Er war zugleich zwischen dem 9. März 1860 und dem 9. Januar 1861 Sekretär für Ländereien und bekleidete dieses Amt vom 10. Januar 1861 bis zum 15. Oktober 1863 auch im dritten Kabinett von Premier Cowper. Robertson, der auch Freimaurer war, engagierte sich von 1864 bis 1865 als Präsident der Irischen Nationalliga (Irish National League) in New South Wales. Er war vom 3. Februar bis zum 19. Oktober 1865 sowie zwischen dem 1. und dem 21. Januar 1866 im vierten Kabinett Cowper abermals Sekretär für Ländereien. Zusammen mit Robert Towns, der von 1856 bis 1861 sowie zwischen 1863 und 1873 Mitglied des Legislative Council war, gründete er 1865 Versorgungsstationen am Golf von Carpentaria und musste 1870 erneut eine Bankrotterklärung abgegeben.
Als Nachfolger von James Martin wurde Robertson am 27. Oktober 1868 zum zweiten Mal Premier und hatte dieses Amt bis zu seiner Ablösung durch Charles Cowper am 12. Januar 1870 inne. Während seiner Amtszeit fungierte er zwischen dem 27. Oktober 1868 und dem 12. Januar 1870 zudem als Kolonialsekretär (Colonial Secretary). Im fünften Kabinett von Premier Cowper fungierte er vom 13. August bis zum 15. Dezember 1870 wieder als Sekretär für Ländereien sowie im Anschluss zwischen dem 16. Dezember 1870 und dem 13. Mai 1872 im dritten Kabinett von Premier James Martin erneut als Kolonialsekretär. Als Nachfolger von Henry Parkes wurde er am 9. Februar 1875 selbst zum dritten Mal Premier und bekleidete das Amt bis zu seiner Ablösung durch Henry Parkes am 21. März 1877. In seinem Kabinett bekleidete er zwischen dem 9. Februar 1875 und dem 21. März 1877 ferner die Funktion als Kolonialsekretär. 
Am 31. Mai 1877 wurde John Robertson zum Knight Commander des Order of St Michael and St George (KCMG) geschlagen, so dass er fortan den Namenszusatz „Sir“ führte. Er wurde am 17. August 1877 als Nachfolger von Henry Parkes zum vierten Mal Premier von New South Wales und verblieb in dieser Funktion bis zum 17. Dezember 1877, woraufhin James Farnell ihn ablöste. In seinem vierten Kabinett fungierte er zwischen dem 17. August und dem 17. Dezember 1877 erneut als Kolonialsekretär. Während der dritten Amtszeit von Premier Parkes bekleidete er zwischen dem 21. Dezember 1878 und dem 10. November 1881 als Vizepräsident des Exekutivrates (Vice President of the Executive Council) sowie als Representative of the Government in the Legislative Council ferner als Vertreter der Regierung im Legislativrat. Des Weiteren war er im dritten Kabinett Parkes vom 1. Mai 1880 bis zum 10. November 1881 Minister für öffentlichen Unterricht (Minister of Public Instruction), zwischen dem 29. Dezember 1881 und dem 19. August 1882 kommissarischer Kolonialsekretär (Acting Colonial Secretary) sowie ferner vom 29. Dezember 1881 bis zum 4. Januar 1883 wieder Sekretär für Ländereien.
Sir John Robertson wurde schließlich am 22. Dezember 1885 als Nachfolger von George Dibbs von der Protectionist Party zum fünften Mal Premier und hatte diese Position bis zum 25. Februar 1886 inne, woraufhin Patrick Jennings von der Protectionist Party ihn ablöste. In seinem fünften Kabinett bekleidete er zwischen dem 22. Dezember 1885 und dem 25. Februar 1886 erneut das Amt des Kolonialsekretärs. Er war ein Gegner des Australischen Bundes. Als er sich am 18. Juni 1886 aus dem politischen Leben zurückzog, befand er sich in einer prekären finanziellen Situation und erhielt für seine zurückliegenden politischen Verdienste eine Unterstützung von 10.000 Pfund. Aus seiner am 9. Mai 1839 geschlossenen Ehe mit Margaret Erma „Madge“ Davies gingen drei Söhne und sechs Töchter hervor.

## Hintergrundliteratur
- David Clune, Ken Turner (Herausgeber): The Premiers of New South Wales. Volume 1: 1856–1901, The Federation Press, Sydney, 2006